# (37384) 2001 WU1
(37384) 2001 WU1 est un astéroïde de la ceinture principale aréocroiseur découvert en 2001.

## Description
(37384) 2001 WU1 a été découvert le 18 novembre 2001 à l'observatoire Magdalena Ridge, situé dans le comté de Socorro, au Nouveau-Mexique (États-Unis), par le projet Lincoln Near-Earth Asteroid Research (LINEAR).

### Caractéristiques orbitales
L'orbite de cet astéroïde est caractérisée par un demi-grand axe de 3,16 ua, un périhélie de 1,37 ua, une excentricité de 0,57 et une inclinaison de 20,51° par rapport à l'écliptique. Du fait de ces caractéristiques, à savoir un demi-grand axe inférieur à 3,2 ua et un périhélie compris entre 1,3 et 1,666 ua, il croise l'orbite de Mars et est classé, selon la JPL Small-Body Database, comme astéroïde aréocroiseur (aréo venant de Arès).

### Caractéristiques physiques
(37384) 2001 WU1 a une magnitude absolue (H) de 14,8 et un albédo estimé à 0,446.